# Солодовый виски
Со́лодовый ви́ски (англ. malt англ. whisky или whiskey) — виски, изготовленный из прошедшего процесс соложения зерна, преимущественно ячменя.

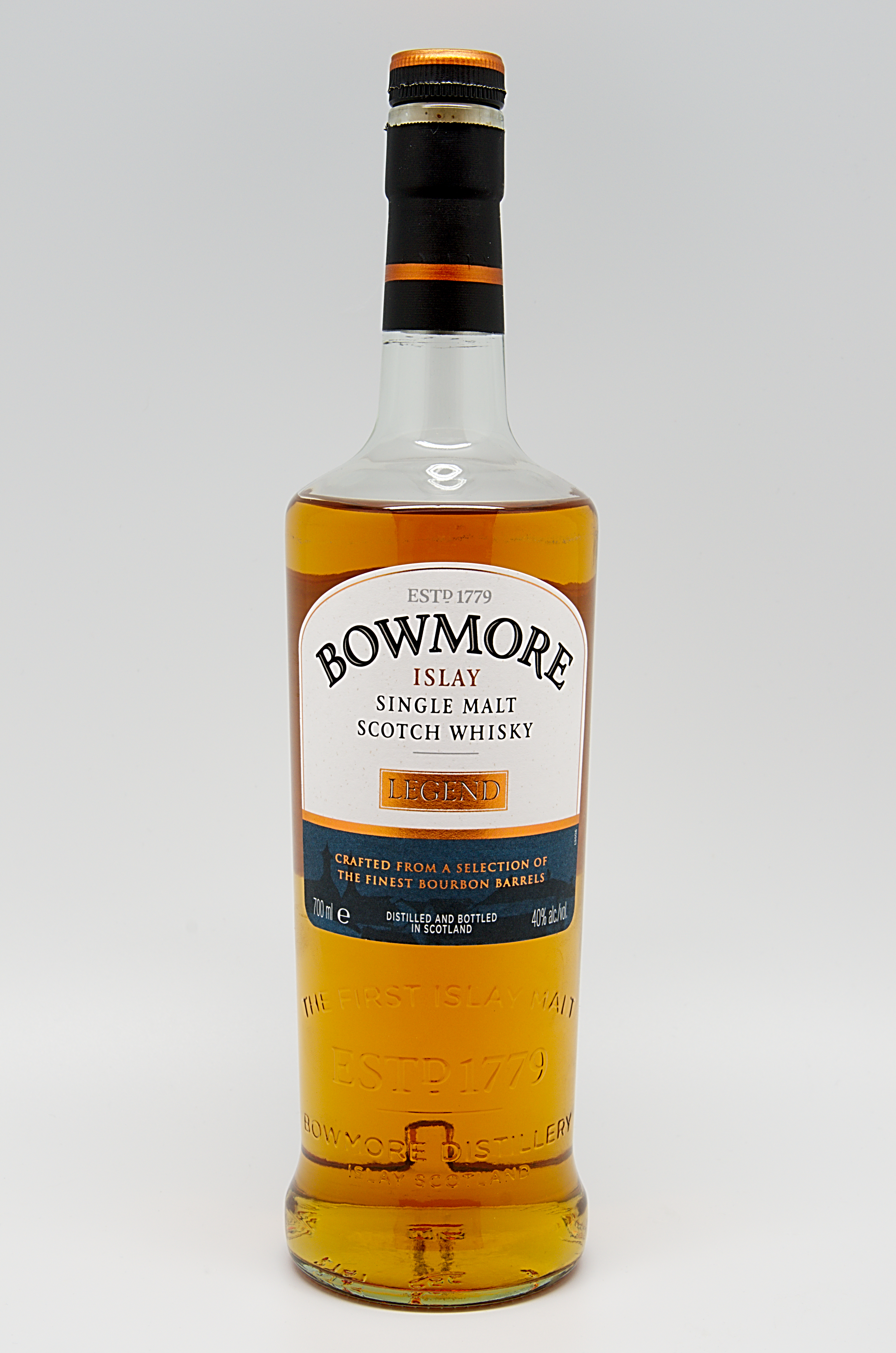
Bowmore - солодовый шотландский виски

## Описание
Солодовый виски, как правило, производится из соложёного ячменя, дрожжей и воды, содержит летучие и нелетучие вкусовые соединения, полученные как из сырья, так и в ходе производственного процесса, включая соложение, затирание, ферментацию, дистилляцию и созревание. Оценка свойств солодового виски в основном основывается на органолептическом анализе. Органолептический анализ может определить характер и происхождение вкусовых соединений на каждой стадии процесса. Фенольные соединения образуются при обжиге ячменного солода. Молочнокислые бактерии влияют на характер напитка в процессе ферментации. Перегонка в медных перегонных кубах влияет на поведение соединений серы, включая полисульфиды. Огромна роль созревания виски в дубовых бочках, которая заключается в извлечении и абсорбции различных соединений: летучие вещества и вкусовые нелетучие вещества извлекаются, а соединения серы поглощаются.
В Своде федеральных правил США Стандарты идентичности дистиллированных спиртных напитков определяют «солодовый виски» как виски, произведённый с объемной долей спирта (ABV) не более 80 % из сброженного сусла крепостью не менее 51 %, которое выдерживается в новых обожженных дубовых бочках при крепости менее 62,5 %. В случае выдержки виски не менее двух лет, не допускается применение красителей (кроме карамели) и ароматизаторов. При этом он не подлежит смешиванию с нейтральными спиртами или другими типами виски.

## Производство

### Шотландский виски
Процесс производства шотландского виски требует, чтобы солодовый виски производился в перегонных кубах с использованием воды и солодового ячменя без добавления каких-либо других злаковых культур, при этом виски должно пройти выдержку не менее трех лет в дубовых бочках, причём используются новые бочки. В процессе производства допускается добавление карамельного красителя, однако прочие добавки исключены.

### Ирландский виски
Согласно правилам производства ирландского солодового виски, напиток должен быть дистиллирован в перегонном кубе из сусла 100 % ячменного солода, который сушат с использованием горячего дыма от сгорания торфа, древесного угля и буковых стружек, что, как правило, придает напитку дымный йодисто-торфяной аромат. В большинстве случаев, ирландский виски производят без использования торфа. Весь ирландский виски должен выдерживаться не менее трех лет в деревянных бочках, уже применяемых ранее в процессе производства, и должен содержать не менее 40 % алкоголя. Карамельный краситель применим в качестве единственной допустимой добавки. Односолодовый виски, который также в основном производится из соложеного ячменя, не называется солодовым виски, потому, что он содержит несоложёный ячмень. Это считается отдельной категорией в соответствии с ирландскими правилами производства.
В случае, если в процессе производства солодового виски используются зерновые культуры, прошедшие процесс соложения и отличные от ячменя, то при этом исходный тип сырья обязателен к указанию на этикетке готового продукта.

## Вкус
В большинстве своём, во вкусе солодового виски присутствуют ноты карамели, дуба и поджаренной ванили. Вкус ванили является одним из базовых для виски и бурбона. Напиток приобретает его естественным путем в процессе производства — ферментации и выдержки в дубовых бочках. Как правило, вкус виски напоминает дубовый, древесный, зерновой спирт, часто с карамельными, ванильными, фруктовыми или ореховыми нотами. Виски одновременно усиливает и смягчает эти вкусовые характеристики, поэтому напиток получается исключительно гладким. В случае со скотчем также присутствует торфяной, дымный оттенок.
Вкусовые ноты специй и фруктов получают благодаря побочным продуктам процесса ферментации — конгенерам. Кроме того, во время дистилляции создаются также ароматы, возникающие в результате взаимодействия нагретой жидкости и паров с образованием множества органических молекул, которые напоминают мозгу о знакомых ему ароматах.